# Ulica Włocławska w Kole
Ulica Włocławska w Kole – jedna z głównych tras wylotowych z Koła, będąca jednocześnie fragmentem drogi wojewódzkiej nr 270 łączącej miasto z Brześciem Kujawskim i Włocławkiem. W całości położona jest na terenie osiedla Przedmieście Warszawskie.

## Rys historyczny
Prawdopodobnie już w późnym średniowieczu istniał szlak handlowy i transportowy łączący Koło z miastami położonymi na Kujawach – Brześciem i Przedczem. Jeżeli taka droga istniała już wtedy, to mogła przebiegać w podobny sposób jak dzisiejsza ulica Włocławska.
Przez kolejne stulecia, do roku 1924, droga ta stanowiła granicę administracyjną pomiędzy wsiami Blizna i Nagórna – obecnie będącymi kolskimi ulicami.
W latach dwudziestych XX wieku, około 2 km od centrum Koła, trasę w kierunku Włocławka przecięła linia kolejowa (obecnie nr 3) łącząca Warszawę z Poznaniem.
W czasach II wojny światowej, władze niemieckie przemianowały nazwę ulicy na „Robert Koch Strasse”.
Do lat sześćdziesiątych ubiegłego stulecia droga przebiegała przez sady, a mijając przejazd kolejowo-drogowy przecinała pola uprawne. Na narożniku skrzyżowaniu z ulicą Nagórna mieścił się gmach Urzędu Gminy Czołowo, przekształconej w 1954 roku w gminę wiejską Koło.
Przez ostatnie 40 lat wizerunek otoczenia ulicy Włocławskiej zmienił się diametralnie. Na przełomie lat 60. i 70. wybudowano – prostopadle do osi jezdni – osiem bloków wielorodzinnych będących pod zarządem Spółdzielni Mieszkaniowej. W ostatnim dziesięcioleciu XX wieku wybudowano, przy skrzyżowaniu z ulicą Powstańców Wielkopolskich, piętrowy budynek przeznaczony do celów handlowo usługowych.
W XXI wieku przebudowano skrzyżowanie z ulicami Powstańców Wielkopolskich i Niezłomnych, przekształcając je w rondo – które od 2008 roku nosi nazwę Rondo Włocławskie.

## Ulica dziś
Ulica Włocławska w granicach administracyjnych miasta Koła ma długość 1 km.
Rozpoczyna się od skrzyżowania z sygnalizacją świetlną z ulicami Sienkiewicza oraz Szkolną. 200 metrów dalej znajduje się Rondo Włocławskie (opisane wyżej). Na 600 metrze krzyżuje się z wewnętrzną obwodnicą miasta przeprowadzającą ruch z kierunku Łask na Inowrocław. Skrzyżowanie to – z ulicami Blizna i Aleja Jana Pawła II – jest wyposażone w sygnalizację świetlną. Dalej ulica Włocławska krzyżuje się jeszcze z ul. Wąską i ul. Mikołajczyka i dobiega do linii kolejowej nr 3. Dalej przez miejscowość Chojny prowadzi do Brześcia Kujawskiego.
Przy ulicy Włocławskiej mieści się obecnie Sąd Rejonowy oraz budynek Cechu Rzemiosł.
Administracyjnie mieszkańcy ulicy Włocławskiej przynależą do dwóch parafii rzymskokatolickich. Numery parzyste oraz nieparzyste do nr 7 włącznie – są częścią parafii Podwyższenia Krzyża Świętego, natomiast nieparzyste powyżej nr 9 – parafii MB Częstochowskiej.